# Flügelsporiger Milchling
Der Flügelsporige Milchling (Lactarius pterosporus) ist eine Pilzart aus der Familie der Täublingsverwandten (Russulaceae). Andere Namen für diesen Täubling sind Scharfer Korallen-Milchling oder Aderiger Flügelspor-Milchling. Es ist ein mittelgroßer Milchling mit einem mehr oder weniger ockerbraunen, runzelig-aderigen Hut, bei dem sich die Milch nur beim Kontakt mit dem Fleisch rötlich verfärbt. Die dicht stehenden Lamellen sind cremeocker bis ockerorange. Der Milchling wächst unter verschiedenen Laubbäumen auf schweren, kalkhaltigen Böden. Die Fruchtkörper erscheinen zwischen Juli und Oktober.

## Merkmale

### Makroskopische Merkmale
Der 4–9 cm breite Hut ist jung flach gewölbt, doch schon bald ausgebreitet und in der Mitte niedergedrückt bis trichterförmig vertieft. Manchmal hat er auch eine angedeutete Papille. Der anfangs eingebogene Rand ist bald scharf und glatt oder oft auch wellig verbogen. Die Mitte ist meist, aber nicht immer, mehr oder weniger runzelig bis radial aderig gefurcht, zum Hutrand hin ist der Hut aber glatt und ungefurcht. Die matte Oberfläche ist fein bereift bis samtig oder wildlederartig und ockergelb bis ockerbraun gefärbt. Der Hut kann aber auch milchkaffeebraun bis graubräunlich sein. Oft ist er heller oder dunkler gescheckt und hat einen helleren, fast weißlichen Rand. Bisweilen kann der Hut auch einen leichten Olivton haben.
Die gedrängt bis sehr gedrängt stehenden Lamellen (ca. 15 pro cm Hutrand) sind jung creme-gelb und verfärben sich nach einiger Zeit cremeocker bis ockerorange. Sie sind dünn, stellenweise gegabelt und breit am Stiel angewachsen oder laufen mit einem feinen Zähnchen daran herab. Auf den glatten Schneiden sieht man oft weiß-rosa Milchtröpfchen. Auch verletzte Stellen verfärben sich nach einiger Zeit rosarot. Das Sporenpulver ist ockerfarben.
Der unregelmäßig zylindrische und zur Basis hin meist verschmälerte Stiel ist 4–8 cm lang und 0,6–2 cm breit. Die Oberfläche ist glatt oder hat bisweilen undeutliche Längsrillen. Der Stiel ist meist mehr oder weniger cremeweißlich bis hell ockerlich gefärbt, also deutlich heller als der Hut. An berührten Stellen dunkelt er nach und verletzte Stellen röten.
Das weißliche Fleisch wird bei Verletzung oder im Schnitt innerhalb von 2–3 Minuten an der Luft lebhaft karminrosa („bonbonrosa“). Es schmeckt zuerst mild, dann scharf. Alte Exemplare mit nur spärlicher Milch schmecken oft nur noch schärflich. Der Geruch ist schwach, aber eher unangenehm, er riecht ein wenig fruchtig, seifig oder chemisch. Die weißliche Milch rötet im Unterschied zum Rosaanlaufenden Milchling nur in Kontakt zum Fleisch. Auch sie schmeckt zuerst mild und nach wenigen Sekunden scharf und zusammenziehend.

### Mikroskopische Merkmale
Die fast rundlichen bis elliptischen Sporen sind durchschnittlich 7,7–8,0 µm lang und 6,4–7,1 µm breit. Der Q-Wert (Quotient aus Sporenlänge und -breite) ist 1,0–1,2. Das Sporenornament besteht aus wenigen, gratig verlängerten Warzen und einigen 2,5 (–3) µm hohen und bis zu 1 µm breiten, flügelartigen Rippen, die mehr oder weniger parallel oder zebrastreifenartig bis spiralig angeordnet sind. Sie sind nur selten verzweigt und nur ganz vereinzelt miteinander verbunden, sodass niemals ein Netz mit geschlossenen Maschen entsteht. An der Sporenspitze sind sie weniger amyloid, zwischen den Hauptrippen gibt es einige kürzere oder unregelmäßige Rippen. Der Hilarfleck ist manchmal im äußeren Bereich amyloid.
Die leicht keuligen Basidien sind 50–75 µm lang und 10–13 µm breit und viersporig. Pleuro- und Makrozystiden fehlen. Die zahlreichen, 30–50 µm langen und 4–7 (–8) µm breiten, durchscheinenden, dünnwandigen und vielgestaltigen Parazystiden bilden auf den Lamellenschneiden ein steriles Band. Sie sind spindelig bis ziemlich unregelmäßig und werden meist zur Spitze schmäler.
Die 80–120 µm dicke Huthaut (Pileipellis) ist ein Trichoepithelium, das in eine Trichopalisade übergehen kann. Sie besteht aus palisadenförmig angeordneten, 20–85 µm langen und 3–7 µm breiten Hyphenenden, die aus rundlichen bis länglichen, oft kettenförmig aneinandergereihten, 0–15 (–20) µm langen und bis zu 13 µm breiten Zellen entspringen. Die Hyphenendzellen sind zylindrisch bis leicht keulig, aber einige von ihnen sind aufgeblasen und bis zu 20 µm breit. In den oberen Zellschichten enthalten die Zellen intrazellulär ein braunes Pigment.

## Artabgrenzung
Während bei den meisten Arten aus dem Verwandtschaftskreis des Mohrenkopf-Milchlings die Milch rosa anläuft, verfärbt sich beim Flügelsporigen Milchling nur das Fleisch. Dennoch sind einige Arten so ähnlich, dass der Milchling nur mikroskopisch sicher bestimmt werden kann.
Äußerlich zum Verwechseln ähnlich ist der in Kalkbuchenwäldern vorkommende, sehr seltene Rosaanlaufende Milchling (Lactarius acris), dessen Milch sich an der Luft schnell rosa färbt. 
Auch der unter Eichen und Buchen vorkommende Rauchfarbene Milchling (Lactarius azonites) kann recht ähnlich sein. Er hat langsam anlaufendes Fleisch, das mild bis bitterlich schmeckt. Die beiden zuletzt genannten Arten unterscheiden sich im Mikroskop durch ihre netzigen Sporen und ihre unterschiedliche Huthautstruktur.
Oft kommt es auch mit dem Rußfarbenen Milchling (Lactarius fuliginosus) zu Verwechslungen, da er an vergleichbaren Standorten vorkommt. Dieser hat jedoch einen mehr oder weniger glatten oder höchstens schwach aderigen Hut und einen braunen Stiel. Er hat ebenfalls stärker netzige Sporen und ein deutlich niedrigeres Sporenornament.
Weitere ähnliche Arten sind der Helle Korallen-Milchling (Lactarius ruginosus), der Dunkle Korallen-Milchling (Lactarius romagnesi) und der Fleckige Milchling (L. subruginosus). 
Der Helle Korallen-Milchling und der Dunkle Korallen-Milchling haben ebenfalls Sporen mit bis zu 2 (–2,5) µm hohen Rippen, beim Dunklen Korallen-Milchling sind sie aber deutlich netzig. Die Sporen des Hellen Korallen-Milchlings sind kugeliger, während der Flügelsporige Milchling breitere (bis zu 1 µm dicke) und deutlich weniger Rippen und elliptischere Sporen hat. Zudem ist bei ihm das Sporenornament etwas höher.
Der Fleckige Milchling ist ebenfalls sehr ähnlich. Er riecht aber im Gegensatz zum schwachen und schwer zu definierenden Geruch des Flügelsporigen Milchlings deutlich nach Kokosflocken und seine Sporen haben schmalere Rippen.

## Ökologie
Der Flügelsporige Milchling ist ein Mykorrhizapilz, der mit verschiedenen Laubbäumen eine Symbiose eingehen kann. Besonders häufig findet man ihn unter Rotbuchen, etwas weniger häufig unter Hainbuchen. Aber auch Eichen kommen als Wirte infrage.
Der Milchling kommt in mesophilen Buchen- und Buchen-Tannenwäldern sowie in den entsprechenden Hainbuchen-Eichenwäldern vor. Seltener findet man ihn auch in Edellaubbaum-Mischwäldern und gelegentlich in Parkanlagen.
Der Milchling mag frische, mittel- bis tiefgründige, lehmige und mehr oder weniger basische Böden, die aber nur mäßig nährstoffreich sind. Die Fruchtkörper erscheinen zwischen Juli bis Oktober.

## Verbreitung

Verbreitung des Flügelsporigen Milchling in Europa. Grün eingefärbt sind Länder, in denen der Milchling nachgewiesen wurde. Grau dargestellt sind Länder ohne Quellen oder Länder außerhalb Europas.

Der Flügelsporige Milchling ist in Ostasien (Japan, Südkorea) und Europa verbreitet. In Westeuropa ist er von Frankreich bis nordwärts bis zu den Hebriden (unter gepflanzten Hainbuchen, Esskastanien und Rotbuchen) verbreitet. Er kommt in ganz Mitteleuropa vor und im Norden reicht sein Verbreitungsgebiet bis nach Südnorwegen und Mittelschweden. In Südeuropa kommt der Milchling vorwiegend im Bergland vor. In Italien liegen die Fundorte zwischen 600 und 1500 m NN, während die Fundorte in Spanien vorwiegend in den Pyrenäen liegen.
In Deutschland findet man den Milchling von Schleswig-Holstein bis zu den Alpen. Er kommt aber recht zerstreut vor und ist sehr unterschiedlich dicht verbreitet. Obwohl die Art in Deutschland nur zerstreut bis recht selten ist, gilt die Art als ungefährdet. Nur in Nordrhein-Westfalen wird sie als gefährdet und in Sachsen als sehr selten und daher potenziell gefährdet eingestuft. Auch in der Schweiz und Österreich ist der Milchling zerstreut bis selten.

## Systematik
Die Art wurde 1949 von Romagnesi beschrieben und der Sektion Fuliginosi Konrad zugeordnet. Laut Heilmann-Clausen entspricht die Art zumindest teilweise der von Heinemann 1948 definierten Art Lactarius acris.

### Infragenerische Systematik
Der Flügelsporige Milchling wird von M. Bon, M. Basso und Heilmann-Clausen in die Sektion Plinthogali gestellt, die ihrerseits in der Untergattung Plinthogalus steht. Die Vertreter der Sektion haben Hüte mit einer feinsamtigen, nicht selten gerunzelten Hutoberfläche, da die Huthaut (Pileipellis) aus palisadenförmigen Hyphenzellen besteht. Das Fleisch und/oder die Milch verfärben sich rosa oder rötlich braun.

## Bedeutung
Der Milchling wird von den meisten Autoren als ungenießbar eingestuft, nur Bon bezeichnet ihn als genießbar.